# Miss France 2012
Miss France 2012 est la 82e élection de Miss France. Elle a eu lieu le 3 décembre 2011 au Parc des expositions de Penfeld, à Guilers, près de Brest.
C'est la première fois que cette élection se tient à Brest et en Bretagne. La cérémonie est diffusée en direct sur TF1 et est présentée par Jean-Pierre Foucault (pour la 17e année consécutive), Sylvie Tellier (pour la 4e année consécutive) et Thierry Baumann au rappel des consignes de votes (pour la 1ère fois). La cérémonie se déroule sur le thème des grandes héroïnes.
Au terme de cette soirée, c’est Delphine Wespiser, Miss Alsace 2011 qui est élue Miss France 2012, succédant ainsi à Laury Thilleman, Miss Bretagne 2010 et Miss France 2011.  Elle est la sixième Miss Alsace à être élue Miss France 8 ans après le sacre de Lætitia Bléger en 2004.

## Classement final
| Résultat Final   | Candidate | Concours internationaux            |
| ---------------- | --- | ---------------------------------- |
| Miss France 2012 | - Alsace – Delphine Wespiser | - Non classée à Miss Monde 2012    |
| 1re dauphine     | - Pays de Loire – Mathilde Couly |                                    |
| 2e dauphine      | - Réunion – Marie Payet | - Top 10 à Miss Univers 2012       |
| 3e dauphine      | - Provence – Solène Froment | - Top 20 à Miss Supranational 2012 |
| 4e dauphine      | - Côte d'Azur – Charlotte Murray |                                    |
| Top 12           | - Martinique – Charlène Civault (5ème dauphine) - Languedoc – Alison Cossenet (6ème dauphine) - Guyane – Anaële Veilleur - Bretagne – Audrey Bönecker - Roussillon – Julie Vialo - Bourgogne – Élodie Paillardin - Midi-Pyrénées – Laura Madelain |                                    |

## Ordre d'annonce des finalistes
| 1. Alsace, annoncée par Jean-Pierre Foucault 2. Côte d'Azur, annoncée par Christiane Martel 3. Languedoc, annoncée par Sylvie Tellier 4. Réunion, annoncée par Jean-Pierre Foucault 5. Roussillon, annoncée par Christiane Martel 6. Bretagne, annoncée par Sylvie Tellier 7. Guyane, annoncée par Jean-Pierre Foucault 8. Midi-Pyrénées, annoncée par Christiane Martel 9. Bourgogne, annoncée par Sylvie Tellier 10. Martinique, annoncée par Jean-Pierre Foucault 11. Provence, annoncée par Christiane Martel 12. Pays de Loire, annoncée par Sylvie Tellier | 1. Réunion, annoncée par Sylvie Tellier 2. Alsace, annoncée par Laury Thilleman 3. Côte d'Azur, annoncée par Jean-Pierre Foucault 4. Pays de Loire, annoncée par Sylvie Tellier 5. Provence, annoncée par Laury Thilleman |

## Préparation
Le 2 novembre, l’équipe de production s’envole avec tout le matériel pour le Mexique, un jour avant le départ des Miss. Les Miss partent en voyage à Cancún au Mexique du 3 au 12 novembre, puis se rendent à Brest où elles répètent la chorégraphie pour le grand soir et sont conviées à de nombreuses activités.

## Candidates
| Région                        | Nom                      | Âge    | Taille | Résidence                | Élue le                                | Classement final                          |
| ----------------------------- | ------------------------ | ------ | ------ | ------------------------ | -------------------------------------- | ----------------------------------------- |
| Miss Alsace                   | Delphine Wespiser        | 19 ans | 1,75 m | Magstatt-le-Bas          | 2 octobre 2011 à Kingersheim           | Miss France 2012                          |
| Miss Aquitaine                | Claire Zengerlin         | 20 ans | 1,74 m | Douzillac                | 8 octobre 2011 à Aiguillon             |                                           |
| Miss Auvergne                 | Célia Goninet            | 19 ans | 1,75 m | Clermont-Ferrand         | 16 octobre 2011 à Cébazat              |                                           |
| Miss Bourgogne                | Élodie Paillardin        | 19 ans | 1,77 m | Gevrey-Chambertin        | 30 septembre 2011 à Chalon-sur-Saône   | Top 12 (11ème)                            |
| Miss Bretagne                 | Audrey Bönecker          | 23 ans | 1,72 m | Muzillac                 | 26 octobre 2011 à Pontivy              | Top 12 (9ème) Prix de l'élégance          |
| Miss Centre                   | Laure Wojnecki           | 18 ans | 1,80 m | Vierzon                  | 9 octobre 2011 à Déols                 | Prix de la Photogénie TV Mag              |
| Miss Champagne-Ardenne        | Sarah Huard              | 21 ans | 1,71 m | Reims                    | 21 octobre 2011 à Sedan                |                                           |
| Miss Corse                    | Camille Mallea           | 20 ans | 1,72 m | Bastelica                | 3 septembre 2011 à Grosseto-Prugna     |                                           |
| Miss Côte d'Azur              | Charlotte Murray         | 23 ans | 1,79 m | Biot                     | 8 août 2011 à Vallauris                | 4ème Dauphine Prix de la Culture générale |
| Miss Franche-Comté            | Andréa Vannier           | 19 ans | 1,76 m | Pelousey                 | 28 octobre 2011 à Poligny              |                                           |
| Miss Guadeloupe               | Cindy Le Pape            | 21 ans | 1,72 m | Le Moule                 | 30 juillet 2011 à Sainte-Anne          |                                           |
| Miss Guyane                   | Anaële Veilleur          | 19 ans | 1,73 m | Remire-Montjoly          | 1er octobre 2011 à Cayenne             | Top 12 (8ème)                             |
| Miss Île-de-France            | Meggahnn Samson          | 20 ans | 1,80 m | Paris                    | 14 octobre 2011 à Torcy                | Prix du Sourire de la ville de Brest      |
| Miss Languedoc                | Alison Cossenet          | 19 ans | 1,72 m | Cournonsec               | 6 août 2011 à Mauguio                  | 6ème Dauphine                             |
| Miss Limousin                 | Cindy Letoux             | 18 ans | 1,75 m | Limoges                  | 18 septembre 2011 à Limoges            |                                           |
| Miss Lorraine                 | Maud Pisa                | 21 ans | 1,76 m | Ham-sous-Varsberg        | 1er octobre 2011 à Sarreguemines       |                                           |
| Miss Martinique               | Charlène Civault         | 23 ans | 1,83 m | Fort-de-France           | 16 juillet 2011 à Fort-de-France       | 5ème Dauphine Prix de la Sympathie        |
| Miss Mayotte                  | Aïcha Ahmed              | 20 ans | 1,74 m | Mamoudzou                | 3 septembre 2011 à Koungou             |                                           |
| Miss Midi-Pyrénées            | Laura Madelain           | 18 ans | 1,77 m | Saint-Jean-Mirabel       | 7 octobre 2011 à Valence               | Top 12 (12ème)                            |
| Miss Nord-Pas-de-Calais       | Sophie Martin            | 21 ans | 1,73 m | Douai                    | 22 octobre 2011 à Saint-Amand-les-Eaux |                                           |
| Miss Normandie                | Sophie Duval             | 20 ans | 1,77 m | Saint-Martin-de-Bonfossé | 23 septembre 2011 à Coutances          |                                           |
| Miss Nouvelle-Calédonie       | Océane Bichot            | 20 ans | 1,78 m | Nouméa                   | 23 avril 2011 à Nouméa                 |                                           |
| Miss Orléanais                | Audrey Delafoy           | 19 ans | 1,70 m | Illiers-Combray          | 2 octobre 2011 à Montargis             |                                           |
| Miss Pays de Loire            | Mathilde Couly           | 21 ans | 1,72 m | Héric                    | 25 septembre 2011 à Châteaubriant      | 1ère Dauphine                             |
| Miss Pays de Savoie           | Valentine Borel-Hoffmann | 18 ans | 1,79 m | Annecy                   | 15 octobre 2011 à Chambéry             |                                           |
| Miss Picardie                 | Anaïs Merle              | 20 ans | 1,74 m | Cires-lès-Mello          | 30 octobre 2011 à Beauvais             |                                           |
| Miss Poitou-Charentes         | Manika Auxire            | 22 ans | 1,71 m | Blanzac                  | 24 septembre 2011 à Bressuire          |                                           |
| Miss Provence                 | Solène Froment           | 19 ans | 1,81 m | Aix-en-Provence          | 7 août 2011 à Sisteron                 | 3ème Dauphine                             |
| Miss Réunion                  | Marie Payet              | 19 ans | 1,78 m | Saint-Denis              | 16 juillet 2011 à Saint-Denis          | 2ème Dauphine Prix du Mannequinat         |
| Miss Rhône-Alpes              | Cindy Saroul             | 20 ans | 1,73 m | Valence                  | 23 octobre 2011 à Lagnieu              |                                           |
| Miss Roussillon               | Julie Vialo              | 19 ans | 1,70 m | Toulouges                | 5 août 2011 à Banyuls-sur-Mer          | Top 12 (10ème)                            |
| Miss Saint-Pierre-et-Miquelon | Lison Yon                | 20 ans | 1,73 m | Saint-Pierre             | 9 juillet 2011 à Saint-Pierre          |                                           |
| Miss Tahiti                   | Rauata Temauri           | 22 ans | 1,70 m | Arue                     | 24 juin 2011 à Papeete                 |                                           |

## Déroulement de la cérémonie
L’élection a pour thème principal les grandes héroïnes :
- Les trente-trois candidates défilent dans des robes « Complicité » puis Miss Languedoc, Miss Nord-Pas-de-Calais, Miss Guadeloupe, Miss Poitou-Charentes, Miss Lorraine, Miss Champagne-Ardenne, Miss Côte d'Azur, Miss Saint-Pierre-et-Miquelon, Miss Corse, Miss Réunion, Miss Franche-Comté se sont présentés et ont ensuite défilé sur le thème de Cléopâtre, puis après présentation de Miss Midi-Pyrénées, Miss Normandie, Miss Guyane, Miss Orléanais, Miss Bourgogne, Miss Auvergne, Miss Roussillon, Miss Martinique, Miss Île-de-France, Miss Aquitaine et de Miss Bretagne, les Miss ont défilé sur le thème de Lara Croft, puis Miss Mayotte, Miss Alsace, Miss Centre, Miss Pays de Loire, Miss Nouvelle-Calédonie, Miss Limousin, Miss Rhône-Alpes, Miss Provence, Miss Picardie, Miss Tahiti et Miss pays de Savoie se présente et ces onze dernières défilent sur le thème de Scarlett O'Hara, puis les trente-trois miss défilent en costume régional et les trente-trois miss défilent en maillot de bain une-pièce sur le thème de Wonder Woman ;

- Les douze demi-finalistes ont défilé dans des robes de Chantal Temam sur le thème de Gilda. Elles sont ensuite interrogées au micro de Jean-Pierre Foucault. Puis, elles défilent en maillot de bain deux-pièces sur le thème de Pocahontas ;

- Pour la première fois est organisé un défilé en maillot de bain, signé Orza, pour les cinq finalistes, sur le thème de Satine. Puis après la publicité, les cinq finalistes ont défilé dans des robes créées par Virgil Venak sur le thème de l'impératrice Sissi ;

- Gad Elmaleh, parrain du Téléthon (diffusé au même moment sur France 2), lance un défi à la future Miss France 2012. Ses premières paroles doivent être une invitation à appeler les centres de promesses au 36 37. Delphine Wespiser relève le défi et le remporte.

### Jury
| Membre | Membre                                  | Notes |
| ------ | --------------------------------------- | --- |
|        | Alain Delon (président du jury)         | Comédien |
|        | Francis Huster (vice-président du jury) | Acteur et réalisateur                                                                                            |
|        | Denis Brogniart                         | Présentateur de Koh-Lanta                                                                                        |
|        | Sofia Essaïdi                           | Chanteuse, candidate de la saison 3 de Star Academy, actrice et candidate de la saison 1 de Danse avec les stars |
|        | Linda Hardy                             | Actrice et Miss France 1992                                                                                      |
|        | Lorie                                   | Chanteuse et actrice                                                                                             |
|        | Pascal Obispo                           | Chanteur |

Note : Alain Delon est nommé président à vie pour les prochaines élections.

### Classement

#### Premier tour
Un jury composé de partenaires (internes et externes) de la société Miss France pré-sélectionne 12 jeunes femmes, lors d'un entretien qui s'est déroulé le 1er décembre. Ce dernier prend en compte : l'éloquence de la Miss, son physique et son résultat au test de culture générale.
| N° attribué | Candidate          |
| ----------- | ------------------ |
| 1           | Miss Alsace        |
| 2           | Miss Côte d'Azur   |
| 3           | Miss Languedoc     |
| 4           | Miss Réunion       |
| 5           | Miss Roussillon    |
| 6           | Miss Bretagne      |
| 7           | Miss Guyane        |
| 8           | Miss Midi-Pyrénées |
| 9           | Miss Bourgogne     |
| 10          | Miss Martinique    |
| 11          | Miss Provence      |
| 12          | Miss Pays de Loire |

#### Deuxième tour
Le jury à 50 % et le public à 50 % choisissent les cinq candidates qui peuvent encore être élues.
Un classement de 1 à 12 est fait pour chacune des deux parties. Une première place vaut 12 points, une seconde 11 points, et la dernière 1 point, même si deux miss arrivent à égalité. L’addition des deux classements est alors faite. Les cinq premières restent en course. En cas d’égalité, c’est le classement du jury qui prévaut (cette règle a permis à Miss Provence d'intégrer le top 5 au détriment de Miss Martinique).
| Miss               | Public | Jury | Total |
| ------------------ | ------ | ---- | ----- |
| Miss Réunion       | 10     | 10   | 20    |
| Miss Alsace        | 11     | 8    | 19    |
| Miss Côte d'Azur   | 6      | 12   | 18    |
| Miss Pays de Loire | 12     | 6    | 18    |
| Miss Provence      | 2      | 12   | 14    |
| Miss Martinique    | 5      | 9    | 14    |
| Miss Languedoc     | 9      | 4    | 13    |
| Miss Guyane        | 7      | 5    | 12    |
| Miss Bretagne      | 8      | 4    | 12    |
| Miss Roussillon    | 1      | 7    | 8     |
| Miss Bourgogne     | 4      | 4    | 8     |
| Miss Midi-Pyrénées | 3      | 4    | 7     |

#### Troisième tour
Le public est seul à voter lors de cette troisième et dernière phase.
La candidate qui a le plus de voix est élue Miss France 2012.
| Candidate          | Résultat |
| ------------------ | -------- |
| Miss Alsace        | 32,3 %   |
| Miss Pays de Loire | 31,6 %   |
| Miss Réunion       | 23,5 %   |
| Miss Provence      | 6,6 %    |
| Miss Côte d'Azur   | 6 %      |

### Prix attribués
| Prix                                 | Candidates                           |
| ------------------------------------ | ------------------------------------ |
| Prix de l'Élégance                   | Miss Bretagne – Audrey Bonecker      |
| Prix de la Photogénie TV Mag         | Miss Centre – Laure Wojnecki         |
| Prix de la Culture Générale          | Miss Côte d'Azur – Charlotte Murray  |
| Prix du Sourire de la ville de Brest | Miss Île-de-France – Meggahnn Samson |
| Prix de la Sympathie                 | Miss Martinique – Charlène Chivault  |
| Prix du Mannequinat                  | Miss Réunion – Marie Payet           |

## Observations